# Никар
Никар — село в Тляратинском районе Дагестана. Входит в состав сельского поселения сельсовет Хадияльский.

## География
Расположено в 6 км к юго-востоку от районного центра — села Тлярата, на правом берегу реки Кудаор.

## Население
| 1869 | 1888 | 1895 | 1926 | 1939 | 1970 | 1989 |
| ---- | ---- | ---- | ---- | ---- | ---- | ---- |
| 72   | ↗148 | ↘125 | ↘67  | ↗105 | ↗147 | ↗232 |
| 2002 | 2010 | 2021 |      |      |      |      |
| ↘174 | ↗237 | ↗264 |      |      |      |      |